# Electric Castle Live and Other Tales
Electric Castle Live and Other Tales è il terzo album dal vivo del gruppo musicale olandese Ayreon, pubblicato il 27 marzo 2020 dalla Mascot Label Group.

## Descrizione
Contiene la registrazione integrale dell'ultimo dei tre concerti speciali tenuti per celebrare il ventennale dall'uscita del terzo album Into the Electric Castle, eseguito nella sua interezza insieme a gran parte degli artisti originari, tra cui Fish, Anneke van Giersbergen e lo stesso Arjen Anthony Lucassen.
Oltre all'edizione standard su doppio CD e DVD, è stata commercializzata anche un box set in legno in tiratura limitata a 1500 copie, contenente l'album in versione vinile e earbook, un picture disc e vari gadget.

## Tracce
Testi e musiche di Arjen Anthony Lucassen, eccetto dove indicato.
CD 1
- Electric Castle

1. Welcome to the New Dimension – 3:10
2. Isis and Osiris – 10:51 (testo: Arjen Anthony Lucassen, Fish)
3. Amazing Flight – 8:26 (testo: Arjen Anthony Lucassen, Jay van Feggelen)
4. Time Beyond Time – 6:31
5. The Decision Tree – 5:44 (testo: Arjen Anthony Lucassen, Fish)
6. Tunnel of Light – 4:29 (testo: Arjen Anthony Lucassen, Fish, Anneke van Giersbergen)
7. Across the Rainbow Bridge – 6:05
8. The Garden of Emotions – 9:00
9. Valley of the Queens – 4:19
10. The Castle Hall – 5:44
11. Tower of Hope – 5:32
12. Cosmic Fusion – 6:52

CD 2
- Electric Castle

1. Robby Valentine – 4:52
2. The Mirror Maze – 6:52
3. Evil Devolution – 5:00
4. The Two Gates – 6:54
5. Forever of the Stars – 1:39
6. Another Time, Another Space – 6:18

- Other Tales

1. Shores of India – 5:23 (testo: Anneke van Giersbergen) – originariamente interpretata dai The Gentle Storm
2. Ashes – 5:06 (testo: Astrid van der Veen) – originariamente interpretata dagli Ambeon
3. Out in the Real World – 4:01 – originariamente interpretata dagli Stream of Passion
4. Twisted Coil – 9:18 (testo: Lori Linstruth) – originariamente interpretata dai Guilt Machine
5. Kayleigh – 4:15 (testo: Fish – musica: Derek W. Dick, Ian Mosley, Mark Kelly, Peter Trewavas, Steve Rothery) – originariamente interpretata dai Marillion
6. Pink Beatles in a Purple Zeppelin – 4:36 – originariamente interpretata da Arjen Anthony Lucassen

- Encore

1. Songs of the Ocean – 5:42 – originariamente interpretata dagli Star One

DVD 1/BD
1. Electric Castle, Other Tales, Speech & Encore – 158:26

DVD 2/BD
1. Behind the Scenes, Interview – 101:20
2. Interview – 92:17

## Formazione
Musicisti
- Anneke van Giersbergen – voce di Egyptian
- Arjen Lucassen – chitarra, voce di Hippie
- Ben Mathot – violino
- Bob Wijtsma – chitarra, mandolino
- Damian Wilson – voce di Knight
- Dianne van Giersbergen – voce
- Ed Warby – batteria
- Edward Reekers – voce di Futureman
- Edwin Balogh – voce di Roman
- Ferry Duijsens – chitarra, mandolino
- Fish – voce di Highlander
- George Oosthoek – voce di Death
- Jan Willem Ketelaers – voce
- John Jaycee Cuijpers – voce di Barbarian
- Johan van Stratum – basso
- Joost van der Broek – tastiera
- Jurriaan Westerveld – violoncello
- Marcel Singor – chitarra solista
- Marcela Bovio – voce
- Mark Jansen – voce di Death
- Robert Soeterboek – voce
- Simone Simons – voce di Indian
- Thijs van Leer – flauto
- Robby Valentine – pianoforte
- John de Lancie – voce narrante, narrazione
- Marnie Mosiman – narrazione

Produzione
- Arjen Lucassen – produzione esecutiva, missaggio audio stereo e 5.1
- Joost van der Broek – produzione
- Lori Linstruth – coproduzione, storyboard, ripresa e montaggio John de Lancie
- Panda Productions – ripresa video
- Jens de Vos – produzione video, post-produzione
- Dave Schinkel – registrazione audio
- Brett Caldas-Lima – mastering

## Classifiche
| Classifica (2020) | Posizione massima |
| ----------------- | ----------------- |
| Austria           | 67                |
| Germania          | 14                |
| Paesi Bassi       | 1                 |
| Svizzera          | 28                |